# Temporada 1982-83 de l'NBA
La temporada 1982-83 de l'NBA fou la 37a en la història de l'NBA. Philadelphia 76ers fou el campió després de guanyar a Los Angeles Lakers per 4-0.

## Classificacions

### Conferència Est
| Equip                | V  | D  | %V   | P  |
| -------------------- | -- | -- | ---- | -- |
| Philadelphia 76ers C | 65 | 17 | ,793 | -  |
| Boston Celtics       | 56 | 26 | ,683 | 9  |
| New Jersey Nets      | 49 | 33 | ,598 | 16 |
| New York Knicks      | 44 | 38 | ,537 | 21 |
| Washington Bullets   | 42 | 40 | ,512 | 23 |

| Equip               | V  | D  | %V   | P  |
| ------------------- | -- | -- | ---- | -- |
| Milwaukee Bucks     | 51 | 31 | ,622 | -  |
| Atlanta Hawks       | 43 | 39 | ,524 | 8  |
| Detroit Pistons     | 37 | 45 | ,451 | 14 |
| Chicago Bulls       | 28 | 54 | ,341 | 23 |
| Cleveland Cavaliers | 23 | 59 | ,280 | 28 |
| Indiana Pacers      | 20 | 62 | ,244 | 31 |

### Conferència Oest
| Equip             | V  | D  | %V   | P  |
| ----------------- | -- | -- | ---- | -- |
| San Antonio Spurs | 53 | 29 | ,646 | -  |
| Kansas City Kings | 45 | 37 | ,549 | 8  |
| Denver Nuggets    | 45 | 37 | ,549 | 8  |
| Dallas Mavericks  | 38 | 44 | ,463 | 15 |
| Utah Jazz         | 30 | 52 | ,366 | 23 |
| Houston Rockets   | 14 | 68 | ,171 | 39 |

| Equip                  | V  | D  | %V   | P  |
| ---------------------- | -- | -- | ---- | -- |
| Los Angeles Lakers     | 58 | 24 | ,707 | -  |
| Phoenix Suns           | 53 | 29 | ,646 | 5  |
| Seattle SuperSonics    | 48 | 34 | ,585 | 10 |
| Portland Trail Blazers | 46 | 36 | ,561 | 12 |
| Golden State Warriors  | 30 | 52 | ,366 | 28 |
| San Diego Clippers     | 25 | 57 | ,305 | 33 |

* V: Victòries
* D: Derrotes
* %V: Percentatge de victòries
* P: Diferència de partits respecte al primer lloc
* C: Campió

## Estadístiques
| Categoria                   | Jugador                | Equip                 | Mitjana/% |
| --------------------------- | ---------------------- | --------------------- | --------- |
| Punts per partit            | Alex English           | Denver Nuggets        | 28,4      |
| Rebots per partit           | Moses Malone           | Philadelphia 76ers    | 15,3      |
| Assistències per partit     | Magic Johnson          | Los Angeles Lakers    | 10,5      |
| Robatoris per partit        | Micheal Ray Richardson | Golden State Warriors | 2,84      |
| Taps per partit             | Tree Rollins           | Atlanta Hawks         | 4,3       |
| Percentatge de tirs de camp | Artis Gilmore          | San Antonio Spurs     | 62,6      |
| Percentatge de tirs lliures | Calvin Murphy          | Houston Rockets       | 92,0      |
| Percentatge de triples      | Mike Dunleavy, Sr.     | San Antonio Spurs     | 34,5      |

## Premis
- MVP de la temporada
  -  Moses Malone (Philadelphia 76ers)

- Rookie de l'any
  -  Terry Cummings (San Diego Clippers)

- Millor defensor
  -  Sidney Moncrief (Milwaukee Bucks)

- Millor sisè home
  -  Bobby Jones (Philadelphia 76ers)

- Entrenador de l'any
  -  Don Nelson (Milwaukee Bucks)

- Primer quintet de la temporada
  - Larry Bird, Boston Celtics
  - Sidney Moncrief, Milwaukee Bucks
  - Julius Erving, Philadelphia 76ers
  - Moses Malone, Philadelphia 76ers
  - Magic Johnson, Los Angeles Lakers

- Segon quintet de la temporada
  - Alex English, Denver Nuggets
  - Buck Williams, New Jersey Nets
  - Kareem Abdul-Jabbar, Los Angeles Lakers
  - George Gervin, San Antonio Spurs
  - Isiah Thomas, Detroit Pistons

- Millor quintet de rookies
  - James Worthy, Los Angeles Lakers
  - Quintin Dailey, Chicago Bulls
  - Terry Cummings, San Diego Clippers
  - Clark Kellogg, Indiana Pacers
  - Dominique Wilkins, Atlanta Hawks

- Primer quintet defensiu
  - Bobby Jones, Philadelphia 76ers
  - Moses Malone, Philadelphia 76ers
  - Dan Roundfield, Atlanta Hawks
  - Sidney Moncrief, Milwaukee Bucks
  - Dennis Johnson, Seattle SuperSonics (empat)
  - Maurice Cheeks, Philadelphia 76ers (empat)

- Segon quintet defensiu
  - Larry Bird, Boston Celtics
  - Kevin McHale, Boston Celtics
  - Wayne Rollins, Atlanta Hawks
  - Michael Cooper, Los Angeles Lakers
  - T. R. Dunn, Denver Nuggets